# 1977 Shura
Az 1977 Shura (ideiglenes jelöléssel 1970 QY) a Naprendszer kisbolygóövében található aszteroida. Tamara Szmirnova fedezte fel 1970. augusztus 30-án.